# Birra Peja
Birra Peja este o companie kosovară producătoare de bere⁠(d), fondată în 1968 în orașul Peć (Peja) (parte componentă în acea vreme a Republicii Socialiste Serbia din Republica Socialistă Federativă Iugoslavia, iar astăzi a statului parțial recunoscut Kosovo) și care produce o marcă de bere cu același nume.

## Istoric

### Începuturi
Construcția fabricii de bere a început în anul 1968 pe un teren cu suprafața de 24 de hectare, iar prima bere a fost produsă în 1971. Compania era deținută în acea vreme de statul iugoslav și se mai numea Pećko Pivo (în sârbă Пећко пиво). Berea pils „Pećko Pivo”, singurul sortiment produs acolo o lungă perioadă, era cunoscută și vândută în toată țara înainte de Destrămarea Iugoslaviei, având un gust special atribuit adesea unei rețete secrete. Acel secret consta însă, potrivit profesorului Mijbešir Pajaziti, care a lucrat timp de peste 40 de ani în cadrul fabricii ca tehnolog alimentar și apoi ca director de producție, „doar” în fermentația naturală. Producția anuală maximă a fabricii a fost în acea perioadă de 280 de hectolitri de bere. După Războiul din Kosovo (1998–1999), numele fabricii și al mărcii de bere produse acolo au fost schimbate în „Birra Peja”, după numele albanez al orașului Peć.

### Privatizare
Compania kosovară a fost privatizată în anul 2006, fiind cumpărată de compania slovenă producătoare de bere Pivovarna Laško⁠(d), condusă la acea vreme de câteva luni de Boško Šrot⁠(d). Un alt acționar important era controversatul om de afaceri kosovar Ekrem Lluka⁠(d), proprietarul corporației Dukagjini. În următorii patru ani (până în aprilie 2010) compania cumpărătoare a investit 25,5 de milioane de euro pentru modernizarea acestei fabrici de bere (amenajarea unor noi linii de producție, introducerea de noi tehnologii și noi surse de energie, refacerea infrastructurii, conceperea unei strategii noi de marketing) în vederea creșterii capacității de producție.
Birra Peja și-a extins gama de produse și a produs începând din 2010, pe lângă bere, apă minerală și apă plată sub marca Akull. Compania kosovară vindea, de asemenea, marca de bere Zlatorog⁠(d), precum și alte mărci ale companiilor din cadrul grupului Pivovarna Laško. Produsele companiei kosovare erau exportate în acei ani în Albania, Macedonia de Nord și Muntenegru, iar Birra Peja a devenit unul dintre cei mai importanți producători industriali din Kosovo, având aproximativ 200 de angajați. În 2011, Birra Peja avea o cotă de 65,70% pe piața berii din Kosovo, iar veniturile crecuseră cu 16% față de anul anterior.

### Situația actuală
În iulie 2014 producătorul sloven Pivovarna Laško a vândut, prin subsidiara Pivovarna Union, participația sa de 57,63% la compania kosovară Birra Peja, în urma aplicării unui program de restructurare financiară convenit cu băncile creditoare. Noul proprietar al fabricii a devenit astfel conglomeratul corporativ kosovar Devolli Group din Peja (deținut de omul de afaceri Blerim Devolli⁠(d)), care a achiziționat atât acțiunile fabricii, cât și creanțele acesteia pentru o sumă nedezvăluită publicului, dar estimată de portalul Ekapija.com și de revista slovenă Delo⁠(d) la 14,75 milioane de euro. Situația financiară a fabricii s-a stabilizat ulterior și s-au investit peste 20 de milioane de euro în modernizarea capacităților de producție. Pe lângă vechiul sortiment pils, au început să se producă sortimente noi: bere brună, bere fără alcool și altele. În anul 2023 a fost lansat sortimentul Crudo, o bere nefiltrată preparată prin metodele tradiționale și cu cea mai nouă tehnologie, care are un aspect mai tulbure și o aromă mai pronunțată a ingredientelor folosite.
Producția companiei s-a stabilizat după o perioadă de suișuri și coborâșuri, iar berea „Birra Peja” a început să fie exportată în aproape toate țările din regiunea Europa de Sud-Est, cu excepția Serbiei și Bosniei și Herțegovinei, ca urmare a faptului că cele două țări nu recunosc statutul de independență al Republicii Kosovo. Cu toate acestea, cutiile metalice folosite pentru îmbutelierea berii Birra Peja, produse de compania americană Bowl Packaging, sunt achiziționate din Serbia.

## Sponsorizări
Birra Peja a fost sponsor al Federației Albaneze de Fotbal la Campionatul Mondial de Fotbal din 2014 și la Campionatul European de Fotbal din 2016, numele și logo-ul companiei fiind inscripționate pe echipamentul echipei naționale de fotbal a Albaniei. În iunie 2016, unul dintre jucători, Mërgim Mavraj, a refuzat să poarte acel tricou pe motiv că religia musulmană îi interzice să facă reclamă la alcool, iar federația i-a permis să poarte un tricou neinscripționat. Câteva zile mai târziu, compania Birra Peja a lansat în Kosovo o campanie publicitară pentru sortimentul său de bere fără alcool, alături de mesajul „Special pentru tine, Mërgim! :)”.

## Sortimente de bere
Compania Birra Peja produce mai multe sortimente de bere:
- Birra Peja Pilsner: o bere pilsner disponibilă la sticle de 0,33 l și 0,5 l, la doze de 0,5 l și la ambalaj PET de 2 l
- Birra Peja Dark: o bere brună disponibilă la sticle de 0,33 l
- Birra Peja Zero: o bere fără alcool disponibilă la sticle de 0,33 l și la doze de 0,5 l
- Birra Peja Lager: o bere lager disponibilă la sticle de 0,25 l și la doze de 0,25 l
- Birra Peja Crudo: o bere nefiltrată disponibilă la sticle de 0,33 l și la doze de 0,5 l

În afară de bere, compania kosovară mai produce apa minerala Akull, sucurile cu multivitamine Multi Sola și ceaiurile cu aromă de piersici Sola Ice Tea.